# Wenum-Wiesel
Wenum-Wiesel is een tweelingdorp in de gemeente Apeldoorn in de Nederlandse provincie Gelderland. Het ligt ten noorden van de gemeente tegen Vaassen (gemeente Epe) aan. Wenum en Wiesel worden gescheiden door de Zwolseweg (Apeldoorn - Vaassen). Aan de oostkant ligt Wenum en aan de westkant Wiesel. Er woonden per 1 januari 2023 in Wenum-Wiesel 2.110 mensen, waarvan 1.055 in de buurtschap Beemte Broekland. Dit is over een oppervlakte van 31 km². Hiervan is meer dan de helft bosgebied.

## Wenum
Wenum bestaat vooral uit agrarisch gebied. Het strekt zich uit van de Zwolseweg tot aan het Apeldoorns Kanaal. Hier zijn vooral boerenbedrijven gevestigd.
Even buiten het dorp staat een achtkante windkorenmolen en een eeuwenoude watermolen. Nabij Wenum lag aan de spoorlijn Apeldoorn - Zwolle een stopplaats, die vernoemd was naar Wenum, te weten stopplaats Wenum.

## Wiesel
In Wiesel bevinden zich enkele horecagelegenheden. Hier woonden vroeger de werknemers van het nabijgelegen Paleis Het Loo. Wiesel grenst aan de kroondomeinen. In 2001 is Wiesel aangewezen als beschermd dorpsgezicht.
Het grote feest in Wenum-Wiesel is nog altijd het jaarlijkse Oranjefeest, in het eerste weekend van september. Men herdenkt dan de verjaardag van wijlen Koningin Wilhelmina, die gedurende het laatste deel van haar leven op Het Loo woonde.

## Geboren
- Liesbeth Wezelaar-Dobbelmann (1917-2003), beeldhouwer

## Zie ook

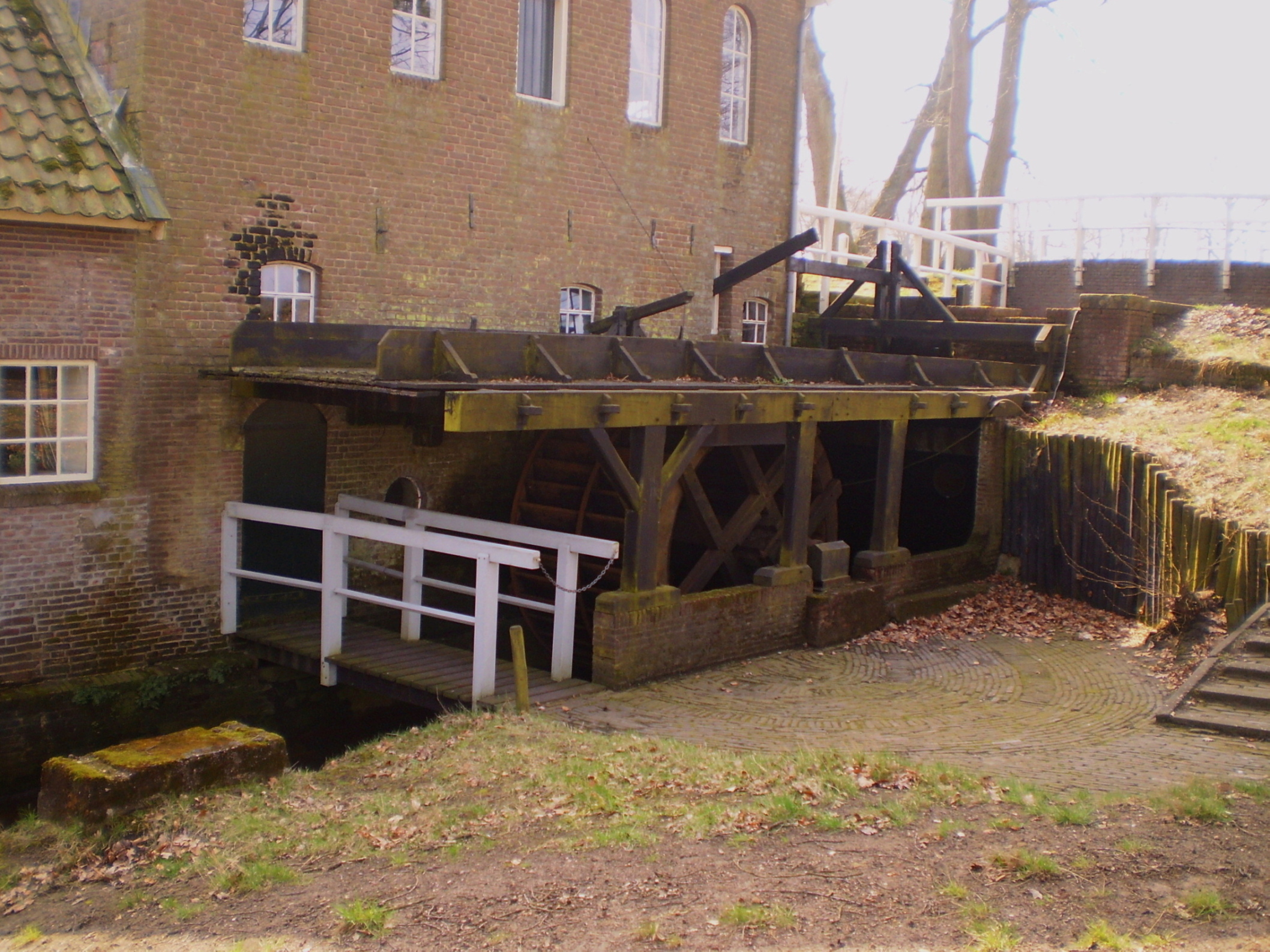
Wenumse watermolen